# Фаладино (Солигаличский район)
Фаладино — деревня в Солигаличском сельском поселении Солигаличского района Костромской области России.

## География
Деревня расположена у реки Сельма.

## История
Согласно Спискам населенных мест Российской империи в 1872 году деревня Фаладьино относилась к 1 стану Солигаличского уезда Костромской губернии. В ней числилось 16 дворов, проживало 33 мужчины и 45 женщин.
Согласно переписи населения 1897 года в деревне Фаладьино проживало 97 человек (38 мужчин и 59 женщин).
Согласно Списку населенных мест Костромской губернии в 1907 году деревня Фаладьино относилась к Гнездниковской волости Солигаличского уезда Костромской губернии. По сведениям волостного правления за 1907 год в ней числилось 15 крестьянских дворов и 84 жителя.

## Население
| 2008 | 2010 | 2014 |
| ---- | ---- | ---- |
| 96   | ↘79  | ↗90  |